# Crataegus pinetorum
Crataegus pinetorum är en rosväxtart som beskrevs av Chauncey Delos Beadle. Crataegus pinetorum ingår i Hagtornssläktet som ingår i familjen rosväxter. Inga underarter finns listade i Catalogue of Life.